# Sistema fotomètric UBV
El sistema fotomètric UBV, també conegut com a sistema Johnson (o sistema Johnson-Morgan), és un sistema fotomètric de banda ampla per classificar estels segons el seu color. Es tracta del primer sistema fotomètric fotoelèctric estandarditzat. Les lletres U, B, i V fan referència a l'ultraviolat, el blau, i a magnitud visual. L'elecció dels colors a l'extrem del blau de l'espectre és a causa de la tendència que té la pel·lícula fotogràfica per aquests colors. Fou introduït el 1950 pels astrònoms americans Harold Johnson i William Wilson Morgan.
Els filtres se seleccionen de tal manera que les longituds d'ona mitjanes de les funcions de resposta són 364 nm per U, 442 nm per B, 540 nm per V.
El punt zero del B-V i l'índex de color U-B fou definit com a zero per estels A0 V no afectats per enrogiment interestel·lar.
El sistema UBV presenta alguns desavantatges. La longitud d'ona curta de tall curta del filtre U està definida principalment per l'atmosfera terrestre més que pel mateix filtre. Per tant, pot variar amb l'altitud i les condicions atmosfèriques. Això no obstant, s'han realitzat un gran nombre de mesures en aquest sistema, incloent-hi molts dels estels brillants.